# Sergei Nikolajewitsch Maximow
Sergei Nikolajewitsch Maximow (besser bekannt als Hell/Хелл; russisch Сергей Николаевич Максимов; * 4. Mai 1974 in Moskau, Sowjetunion) ist ein deutsch-russischer Hacker.
Er ist seit Mitte der 1990er Jahre als Hacker tätig und rühmt sich, in dieser Zeit in mehr als 100 Blogs und E-Mail-Konten eingebrochen zu sein. In Russland ist er sehr berühmt und gilt „in der Blogszene als Legende“ und „Geißel des russischsprachigen Internets (RuNet)“. Seine bevorzugten Opfer sind Mitglieder der liberalen Opposition in Russland. So brach er in das Postfach von Alexei Nawalny ein und kaperte die LiveJournal-Blogs von Walerija Nowodworskaja und Boris Akunin. Daneben hat er jedoch auch von dritten Hackern übernommene Blog-Konten ihren Besitzern zurückgehackt, darunter neben kremltreuen und eher neutralen Blogs auch solche von Putin-Gegnern.
Maximow bestreitet, politische Ziele zu verfolgen oder für seine Tätigkeit – etwa von der russischen Exekutive – bezahlt zu werden. Seine Beiträge sind jedoch oft homophob und – trotz seiner jüdischen Mutter – antisemitisch. Im Jahr 2010 ermittelte die Staatsanwaltschaft Hamburg wegen des „Aufrufs zum Pogrom“ gegen Juden und „neonazistischen Beleidigungen“ gegen Maximow.
Die meiste Wirkung erzielte er mit dem Hack des E-Mail-Accounts von Alexei Nawalny, welchen er nach eigenen Angaben nicht aus politischen Gründen, sondern weil dieser „ein Gauner, Lügner und Dieb“ sei, durchführte. Im Sommer 2012 veröffentlichte er Teile des entwendeten Mail-Verkehrs Nawalnys mit dem Gouverneur der Oblast Kirow Nikita Belych, was zur Wiedereröffnung eines Anti-Korruptionsverfahrens gegen sie führte. Nawalny warf Maximow vor, vom Sicherheitsdienst FSB gesteuert zu sein, was dieser aber bestreitet. Unter anderem aufgrund des Hacks des E-Mail-Accounts Nawalny wurde er von der Staatsanwaltschaft Bonn beim Amtsgericht-Bonn-Schöffengericht wegen Ausspähens von Daten angeklagt und zu 17 Monaten Haft auf Bewährung verurteilt.  Zuvor war 2013 seine Wohnung in Bonn durchsucht worden.
Seit den 1990er Jahren lebt Maximow in Deutschland und ist deutscher Staatsbürger.